# Mashiro no oto
Cet article concerne le manga d'origine. Pour la série d'animation, voir Those Snow White Notes.
Autre
Mashiro no oto (ましろのおと) est un shōnen manga de Marimo Ragawa, prépublié dans le magazine Monthly Shōnen Magazine depuis décembre 2009 et publié par l'éditeur Kodansha en vingt-sept volumes reliés. 
En avril 2021, une adaptation en anime par le studio Shin-Ei Animation est diffusée.

## Synopsis
Setsu Sawamura pratique le tsugaru shamisen depuis son enfance, héritant du talent de son grand-père en qui il voit un exemple inégalable. À la mort de celui-ci, l'adolescent est profondément meurtri et ne parvient plus à produire. Il décide de quitter son domicile et son frère aîné afin de gagner Tokyo, la vibrante capitale du pays. Peu de temps après son arrivée, Setsu est retrouvé par sa mère qui décide de l'inscrire dans un lycée prestigieux.

## Personnages
Setsu Sawamura (澤村雪, Sawamura Setsu)
Wakuna Sawamura (澤村若菜, Sawamura Wakuna)
Shuri Maeda (前田朱利, Maeda Shuri)
Yui Yamazoto (山里結, Yamazoto Yui)
Kaito Yaguchi (矢口海人, Yaguchi Kaito)
Rai Nagamori (永森雷, Nagamori Rai)
Umeko Sawamura (澤村梅子, Sawamura Umeko)

## Production et supports

### Manga
Mashiro no oto est dessiné et écrit par Marimo Ragawa, auteure de New York, New York paru en 1998. Alors que cette oeuvre décrit la relation entre deux policiers, Ragawa change de thème en se plongeant dans le monde de la musique.
| no | Japonais          | Japonais          |
| no | Date de sortie    | ISBN              |
| -- | ----------------- | ----------------- |
| 1  | 15 mars 2010      | 978-4-06-371261-2 |
| 2  | 17 décembre 2010  | 978-4-06-371266-7 |
| 3  | 15 avril 2011     | 978-4-06-371281-0 |
| 4  | 16 septembre 2011 | 978-4-06-371298-8 |
| 5  | 17 janvier 2012   | 978-4-06-371316-9 |
| 6  | 15 juin 2012      | 978-4-06-371334-3 |
| 7  | 16 novembre 2012  | 978-4-06-371353-4 |
| 8  | 17 avril 2013     | 978-4-06-371371-8 |
| 9  | 17 octobre 2013   | 978-4-06-371393-0 |
| 10 | 17 février 2014   | 978-4-06-371411-1 |
| 11 | 17 juin 2014      | 978-4-06-371425-8 |
| 12 | 17 octobre 2014   | 978-4-06-371443-2 |
| 13 | 17 avril 2015     | 978-4-06-371466-1 |
| 14 | 17 août 2015      | 978-4-06-371479-1 |
| 15 | 17 février 2016   | 978-4-06-392510-4 |
| 16 | 17 octobre 2016   | 978-4-06-392558-6 |
| 17 | 17 mars 2017      | 978-4-06-392572-2 |
| 18 | 14 juillet 2017   | 978-4-06-392594-4 |
| 19 | 17 novembre 2017  | 978-4-06-510443-9 |
| 20 | 17 avril 2018     | 978-4-06-511296-0 |
| 21 | 17 octobre 2018   | 978-4-06-513377-4 |
| 22 | 15 février 2019   | 978-4-06-514490-9 |
| 23 | 17 juillet 2019   | 978-4-06-516590-4 |
| 24 | 15 novembre 2019  | 978-4-06-517627-6 |
| 25 | 15 mai 2020       | 978-4-06-519297-9 |
| 26 | 17 novembre 2020  | 978-4-06-521495-4 |
| 27 | 17 mars 2021      | 978-4-06-522731-2 |

### Adaptation en anime
Au mois d'août 2020, une adaptation en anime est annoncée sur le Monthly Shōnen Magazine. Portant le titre anglais Those Snow White Notes à l'international, il est réalisé par le studio Shin-Ei Animation et dirigé par Hiroaki Akagi.

## Réception
En 2011, alors qu'il est publié depuis deux ans, Mashiro no oto est nommé à la quatrième édition du Grand prix du manga. Un an plus tard, le manga remporte le prix du meilleur shōnen à la 36e édition du Prix du manga Kōdansha ainsi que le prix de l'excellence à la 16e édition du Japan Media Arts Festival.

### Œuvre
Édition japonaise
1. ↑  (ja) « ましろのおと（１) », Kodansha (consulté le 8 avril 2021)
2. ↑  (ja) « ましろのおと（２) », Kodansha (consulté le 8 avril 2021)
3. ↑  (ja) « ましろのおと（３) », Kodansha (consulté le 8 avril 2021)
4. ↑  (ja) « ましろのおと（４） », Kodansha (consulté le 8 avril 2021)
5. ↑  (ja) « ましろのおと（５） », Kodansha (consulté le 8 avril 2021)
6. ↑  (ja) « ましろのおと（６） », Kodansha (consulté le 8 avril 2021)
7. ↑  (ja) « ましろのおと（７） », Kodansha (consulté le 8 avril 2021)
8. ↑  (ja) « ましろのおと（８） », Kodansha (consulté le 8 avril 2021)
9. ↑  (ja) « ましろのおと（９） », Kodansha (consulté le 7 octobre 2020)
10. ↑  (ja) « ましろのおと（１０） », Kodansha (consulté le 8 avril 2021)
11. ↑  (ja) « ましろのおと（１１） », Kodansha (consulté le 8 avril 2021)
12. ↑  (ja) « ましろのおと（１２） », Kodansha (consulté le 8 avril 2021)
13. ↑  (ja) « ましろのおと（１３） », Kodansha (consulté le 8 avril 2021)
14. ↑  (ja) « ましろのおと（１４） », Kodansha (consulté le 8 avril 2021)
15. ↑  (ja) « ましろのおと（１５） », Kodansha (consulté le 8 avril 2021)
16. ↑  (ja) « ましろのおと（１６） », Kodansha (consulté le 8 avril 2021)
17. ↑  (ja) « ましろのおと（１７） », Kodansha (consulté le 8 avril 2021)
18. ↑  (ja) « ましろのおと（１８） », Kodansha (consulté le 8 avril 2021)
19. ↑  (ja) « ましろのおと（１９） », Kodansha (consulté le 8 avril 2021)
20. ↑  (ja) « ましろのおと（２０） », Kodansha (consulté le 8 avril 2021)
21. ↑  (ja) « ましろのおと（２１） », Kodansha (consulté le 8 avril 2021)
22. ↑  (ja) « ましろのおと（２２） », Kodansha (consulté le 8 avril 2021)
23. ↑  (ja) « ましろのおと（２３） », Kodansha (consulté le 8 avril 2021)
24. ↑  (ja) « ましろのおと（２４） », Kodansha (consulté le 8 avril 2021)
25. ↑  (ja) « ましろのおと（２５） », Kodansha (consulté le 8 avril 2021)
26. ↑  (ja) « ましろのおと（２6 », Kodansha (consulté le 8 avril 2021)
27. ↑  (ja) « ましろのおと（２７） », Kodansha (consulté le 8 avril 2021)